# 신디 돌렌크
신디 돌렌크(Cindy Dolenc, 1976년 8월 3일 ~ )는 캐나다의 배우이다.
토론토에서 태어났다.

## 출연 작품

### 영화
- 아이즈 와이드 셧 (1999)
- 카지노 잭 (2010)
- The River Murders (2011)

### 텔레비전
- 니키타 (2000-01)